# Булатов, Исмаил Булатович
Исмаи́л Була́тович Була́тов (крымскотат. İsmail Bulat oğlu Bulatov, Исмаил Булат огълу Булатов; род. 28 февраля 1902, Евпатория, Российская империя — ум. 25 сентября 1975, Одесса, СССР) — советский крымскотатарский военный, генерал-майор. Участник Великой Отечественной войны. Кавалер трех орденов Красного Знамени, ордена Кутузова II ст., ордена Богдана Хмельницкого II ст.

## Биография
Родился в бедной семье. Рано остался без отца и был вынужден обеспечивать мать и двух младших братьев, не забывая об учёбе. Окончив рабфак, уехал в Симферополь, где попал в группу крымскотатарской молодёжи, выбранной для обучения в двухлетней военно-политической школе в Казани. Окончив школу политруков, был направлен в ряды Красной армии для прохождения военной службы. Был политруком роты, комиссаром полка, начальником клуба 23-й стрелковой дивизии, ответственным секретарём партбюро. В 1933—1937 годах учился в Ленинградской военно-политической академии, по окончании которой остался в академии начальником курса сухопутного факультета. Вскоре Булатов стал военным комиссаром 39-й стрелковой дивизии. В июне 1940 года назначен комиссаром формирующейся 120-й стрелковой дивизии.

### Великая Отечественная война
Великую Отечественную войну встретил вместе со 120-й дивизией в Орле. В начале июля дивизия приступила к созданию оборонительного рубежа в районе Новосёлки, вскоре переброшена в район Ельни, 22 июля 1941 года приняв первый бой в районе с. Пронино. В течение июля — сентября 1941 года участвовала в контрударах и Ельнинской наступательной операции, в ходе которой было остановлено наступление превосходящих сил противника на Ельнинском направлении, а затем освобождён город Ельня и ликвидирован ельнинский выступ. В середине сентября дивизия переведена отправлена в резерв Ставки ВГК.
26 сентября 1941 года 120-я стрелковая дивизия за мужество, доблесть и высокое воинское мастерство, проявленное в боях под Ельней, приказом народного комиссара обороны № 318 преобразована в 6-ю гвардейскую стрелковую дивизию. Самого Исмаила Булатова награждают орденом Боевого Красного Знамени и присваивают звание полковника. В наградном листе от 9 сентября 1941 года указывается: «…В боях с германским фашизмом на Ельнинском участке фронта тов. Булатов показал себя мужественным и отважным. Всегда находится на передовых позициях в ротах и своим личным примером показывает бойцам и командирам мужество, бесстрашие к врагу и презрение к смерти… В своей повседневной работе помогал командиру дивизии в руководстве частями на поле боя. Руководил и оказывал помощь военным комиссарам частей дивизии в обеспечении стойкости личного состава дивизии в бою, проявляя личное мужество и отвагу».
Во второй половине сентября 1941 года 6-ю гвардейскую дивизию перебрасывают в район Мценска, поставив перед ней задачу прикрыть направление Орёл — Тула. 6 октября дивизия в составе войск 3-й армии заняла рубеж обороны и вступила в тяжёлые оборонительные бои, прикрывая Тулу и не позволяя врагу наступать на Москву с юга. 12 декабря 1941 года, в ходе декабрьского контрнаступления, дивизия, совместно с другими частями, освободила город Ефремов. Во время зимних наступательных боёв севернее города Мценска Булатов был ранен осколком снаряда в голову, но продолжал командовать дивизией, заменив умершего от ран генерал-майора К. Петрова. За освобождение городов Ефремов и Новосиль Исмаила Булатова вновь представляют к высокой боевой награде.
В 1942 году Булатову и генерал-лейтенанту В. Д. Цветаеву поручили сформировать 10-ю Резервную армию. Через неё прошли, обучаясь и комплектуясь, более 20 дивизий, направленных затем на Сталинградский, Донской и Юго-Западный фронты. 9 декабря 1942 года на основании директивы Ставки ВГК № 170699 10-я резервная армия была преобразована в 5-ю ударную армию и направлена на Сталинградский фронт. Исмаил Булатов был назначен членом Военного совета армии. 26 декабря 1942 года 5-я ударная армия вошла в состав Юго-Западного фронта и приняла участие в разгроме тормосинской группировки противника. 3 января 1943 года включена в состав Южного фронта (с октября 1943 года — 4-й Украинский фронт) и принимала участие в Ростовской наступательной операции, в том числе, в освобождении города Ростов-на-Дону, в попытке прорыва сильноукреплённого оборонительного рубежа на реке Миус в ходе Миусской операции, в Донбасской стратегической и Мелитопольской наступательных операциях, освобождении Николаева и Одессы.
В марте 1943 года Исмаилу Булатову было присвоено воинское звание генерал-майора. В июне 1944 года Булатов назначается заместителем командующего по тылу 10-й гвардейской армии 2-го Прибалтийского фронта. В январе 1945 года генерал-майор Булатов стал заместителем командующего войск по тылу 21-й армии 2-го Белорусского фронта. Участвовал в боях за Кенигсберг и во взятии Берлина. Вскоре Исмаил Булатов тяжело заболел и в январе 1946 года вышел в отставку.

### После войны
Выйдя в отставку, Исмаил Булатов поселился в Одессе, где и прожил до своей смерти, став почётным гражданином города-героя. В 1948—1954 годах работал в исполнительном комитете Одесского областного совета. 25 сентября 1975 года Исмаил Булатов скончался после тяжёлой и продолжительной болезни. Похоронен на Таировском кладбище.
Брат Исмаила Булатова — Зекерья Булатов, также воевал на фронте, был ранен. Оба брата избежали ужасов депортации своего народа, но после войны не смогли вернуться на родину. Зекерья после демобилизации поселился в Узбекистане, в городе Каттакурган Самаркандской области. Его дочь Дильбар смогла переехать в Крым, где живёт и работает учителем.

## Награды
- Орден Красного Знамени (30 января 1943) — за образцовое выполнение боевых заданий командования на фронте борьбы с немецкими захватчиками и проявленные при этом доблесть и мужество[1].
- Орден Красного Знамени (17 сентября 1943) — за образцовое выполнение боевых заданий командования на фронте борьбы с немецкими захватчиками и проявленные при этом доблесть и мужество[2].
- Орден Красного Знамени
- Орден Кутузова II ст. (31 марта 1943) — за умелое и мужественное управление боевыми операциями и за достигнутые в результате этих операций успехи в боях с немецко-фашистскими захватчиками[3].
- Орден Богдана Хмельницкого II ст. (19 марта 1944) — за умелое и мужественное управление боевыми операциями и за достигнутые в результате этих операций успехи в боях с немецко-фашистскими захватчиками[4].

## Память
- В 1959 году поэт Решид Мурат написал стихотворение «Рассказ генерала», посвятив его Исмаилу Булатову.
- В 1995 году одна из улиц крымскотатарского микрорайона Исмаил-Бей (посёлок Спутник) города Евпатория была названа в честь генерал-майора И. Б. Булатова.[5]
- В Симферополе именем Исмаила Булатова названа одна из улиц города[6].
- В январе 2008 года в Евпатории на доме по адресу ул. Дальняя, дом 18 установлена мемориальная доска памяти Исмаила Булатова[7].